# Dynamo Erfurt

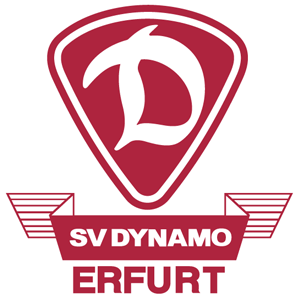
Logo

Dynamo Erfurt was een Duitse sportclub uit Erfurt, Thüringen. De club bestond van 1948 tot 1990. De club was onderdeel van de politiesportvereniging SV Dynamo en was vooral bekend om zijn succesvolle judosectie. De voetbalafdeling speelde op twee seizoenen na nooit boven het derde niveau.

## Geschiedenis
De club werd in 1948 in Weimar opgericht als SG Deutsche Volkspolizei. In 1951 werd de club kampioen van de Landesklasser Thüringen en promoveerde naar de DDR-Liga en eindigde daar op de vijfde plaats.
Op 27 maart 1953 ontstond de politiesportvereniging SV Dynamo. Dit had voor Weimar grote gevolgen, analoot met SG Volkspolizei Potsdam en SG Volkspolizei Dresden werden de clubs ontbonden en verhuisd naar een andere plaats. De club uit Weimar verhuisde naar Erfurt en speelde kort als SG VP Erfurt maar nam in 1953 de naam SG Dynamo Erfurt aan. De club speelde verder in de DDR-Liga en degradeerde na één seizoen.
In 1956 werd de Bezirksliga de vierde klasse door de invoering van de II. DDR-Liga. In 1958 promoveerde Dynamo en werd meteen weer naar de Bezirksliga verwezen, maar kon ook daar na één jaar weer promoveren. In 1960 bereikte de club ook de kwartfinale van de FDGB-Pokal tegen Chemie Halle en verloor met 1:8. Na de ontbinding van de II. DDR-Liga in 1963 speelde de club verder in de Bezirksliga die nu de derde klasse was. In 1967/68 werd de naam SG Dynamo Erfurt-Süd en aan het einde van het seizoen degradeerde de club.
Na de Duitse hereniging werd de club ontbonden. De spelers richtten de nieuwe club Polizei SV Erfurt op.